# بس‌قره‌غای
بس‌قره‌غای (انگلیسی: Beskaragay) یک شهرک در استان آبای کشور قزاقستان است.